# WebERP
webERP ist ein webbasiertes ERP-System, das unter der freien Lizenz GPL steht.
Das Software-Projekt wurde im Jahr 2001 gegründet und gehört zu den wenigen freien ERP-Systemen. Anfang 2003 wurde es veröffentlicht und wird seitdem aktiv weiterentwickelt.
Das System ist für den US-amerikanischen Markt ausgelegt, lässt sich jedoch vollständig anpassen. Es existieren (Stand 2013) 26 verschiedene Lokalisierungen für die Benutzerschnittstelle, zum Beispiel eine deutsche, französische oder italienische. Landesspezifische Vorgaben wie Konten, Währungen und Einheiten lassen sich über die Webschnittstelle konfigurieren. Eine umfangreiche, englische Dokumentation zur Bedienung und zur Programm-Erweiterung steht zur Verfügung.
Die Bedienung erfolgt menügesteuert. Die Menüs sind als Hyperlink-Listen ausgelegt, da JavaScript nur sehr sparsam verwendet wird und Techniken wie Ajax ganz vermieden werden. Dies erhöht die Kompatibilität mit verschiedenen Plattformen (zum Beispiel mobilen Systeme), auch wenn die komfortablere Bedienung darunter leiden kann.
Über das Hauptmenü erreicht man die einzelnen Module, die in die drei Bereiche Vorgänge, Auswertungen und Datenpflege unterteilt sind. Im Gegensatz zu anderen Produkten erfolgt die Auswahl von Elementen nicht über eine Listbox, sondern jedes Element ist als Button in einer Liste realisiert. Die Suchfunktion in den Modulen bietet keine Ausgabe aller Datensätze an, sondern man muss explizit einen Suchbegriff eingeben.
Ungewöhnlich ist das zweite Menü über dem Hauptmenü, über das man schnellen Zugriff auf Kunden, Artikel und Lieferanten erhält. Dort wird eine Suche angeboten, über die auch eine Gesamtausgabe der jeweiligen Datensätze erfolgen kann. Außerdem hat man Zugriff auf entsprechende, weiterführende Programmfunktionen, wie vergleichbar mit einem Kontextmenü. Dieses Schnellzugriffmenü ist mit den wichtigen Funktionen in den Modulen verknüpft, so dass man beispielsweise in der Lieferantensuche einen Lieferanten auswählt, um aus diesem Menü heraus einen Wareneingang zu einer Bestellung zu erfassen.
Die Veröffentlichung unter der GPL ermöglicht die kommerzielle, lizenzkostenfreie Nutzung. Da es sich um eine Web-Anwendung handelt, kann die Software entweder direkt auf der webERP-Homepage getestet werden oder mit einer eigenen Installation im Intranet bzw. bei einem Provider.
Das Produkt wird nicht kommerziell vermarktet und ist vom Umfang her eher für kleine Unternehmen geeignet. Trotz mehrjährigen Bestehens und über 700 Downloads je Monat, ist das Projekt in Europa eher unbekannt. Auf Sourceforge finden sich Projekte, die auf webERP aufbauen.
webERP benötigt PHP, einen Webserver und eine Datenbank. Üblicherweise kommt GNU/Linux mit Apache und MySQL zum Einsatz, andere Konstellationen sind möglich.

## Merkmale
- Modul Einkauf
- Modul Verkauf
- Modul Lager
- Modul Zahlungsverkehr
- Berichte für jedes Modul
- Benutzerberechtigungen